# Décima Oitava Emenda à Constituição dos Estados Unidos
A Décima Oitava Emenda à Constituição dos Estados Unidos, juntamente com a Lei Volstead que definiu o conceito de "licor embriagador" nos Estados Unidos, estabeleceu a lei seca no país. Foi ratificada em janeiro de 1919 e substituída pela Vigésima Primeira Emenda em 1933, sendo a única instância de uma Emenda que foi depois anulada. A Emenda XVIII também foi única pelo facto de ter estabelecido um prazo para a entrada em vigor após a ratificação, além de colocar um prazo para ser ratificada pelos Estados.

## Texto
Inglês

Section 1. After one year from the ratification of this article the manufacture, sale, or transportation of intoxicating liquors within, the importation thereof into, or the exportation thereof from the United States and all territory subject to the jurisdiction thereof for beverage purposes is hereby prohibited.

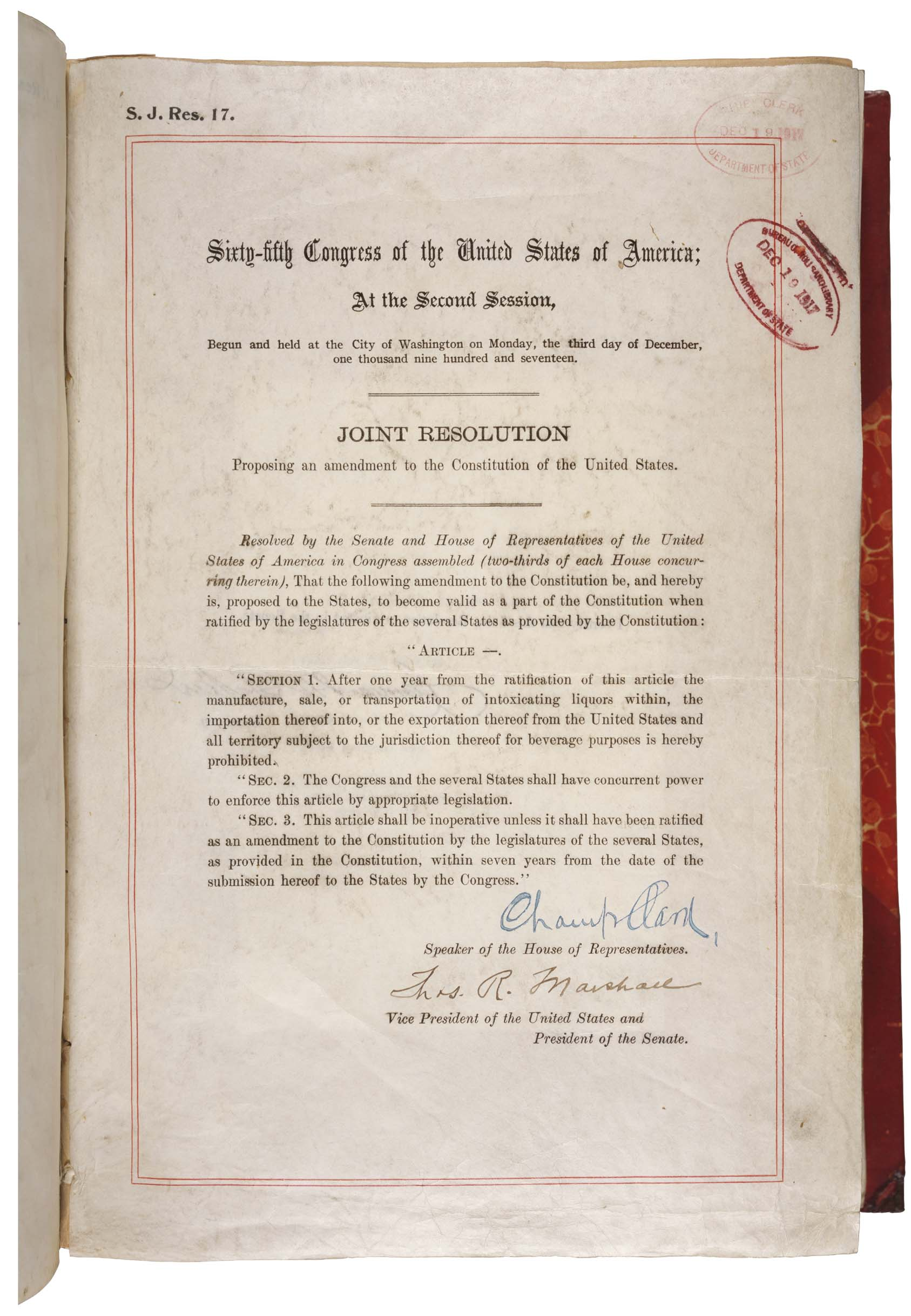
A "Amendment XVIII" nos National Archives

Section 2. The Congress and the several States shall have concurrent power to enforce this article by appropriate legislation.

Section 3. This article shall be inoperative unless it shall have been ratified as an amendment to the Constitution by the legislatures of the several States, as provided in the Constitution, within seven years from the date of the submission hereof to the States by the Congress.
Português

Secção 1. Um ano depois da ratificação deste artigo serão proibidos pelo presente artigo o fabrico, venda ou transporte de licores embriagantes dentro dos Estados Unidos e de todos os territórios submetidos à sua jurisdição, bem como a sua importação para os mesmos.

Secção 2. O Congresso e os Estados terão autoridade concorrente para reforçar este artigo por meio de legislação apropriada.

Secção 3. Este artigo ficará sem efeito a menos que seja ratificado como emenda à Constituição pelas legislaturas da maioria dos distintos Estados na forma prevista pela Constituição e dentro dos sete anos seguintes à data em que o Congresso o submeta aos Estados.

## Ratificação
A ratificação da Emenda ficou completa em 16 de janeiro de 1919, quando o Nebraska se tornou o 36.º dos 48 estados então integrantes da União a ratificá-la. Em 29 de janeiro, o secretário de Estado Frank L. Polk certificou a ratificação.
Os seguintes Estados ratificaram a emenda:
1. Mississippi (7 de janeiro de 1918)
2. Virginia (11 de janeiro de 1918)
3. Kentucky (14 de janeiro de 1918)
4. North Dakota (25 de janeiro de 1918)
5. South Carolina (29 de janeiro de 1918)
6. Maryland (13 de fevereiro de 1918)
7. Montana (19 de fevereiro de 1918)
8. Texas (4 de março de 1918)
9. Delaware (18 de março de 1918)
10. South Dakota (20 de março de 1918)
11. Massachusetts (2 de abril de 1918)
12. Arizona (24 de maio de 1918)
13. Geórgia (26 de junho de 1918)
14. Louisiana (3 de agosto de 1918)
15. Flórida (27 de novembro de 1918)
16. Michigan (2 de janeiro de 1919)
17. Ohio (7 de janeiro de 1919)
18. Oklahoma (7 de janeiro de 1919)
19. Idaho (8 de janeiro de 1919)
20. Maine (8 de janeiro de 1919)
21. West Virginia (9 de janeiro de 1919)
22. Califórnia (13 de janeiro de 1919)
23. Tennessee (13 de janeiro de 1919)
24. Washington (13 de janeiro de 1919)
25. Arkansas (14 de janeiro de 1919)
26. Illinois (14 de janeiro de 1919)
27. Indiana (14 de janeiro de 1919)
28. Kansas (14 de janeiro de 1919)
29. Alabama (15 de janeiro de 1919)
30. Colorado (15 de janeiro de 1919)
31. Iowa (15 de janeiro de 1919)
32. New Hampshire (15 de janeiro de 1919)
33. Oregon (January 15 de janeiro de 1919)
34. North Carolina (16 de janeiro de 1919)
35. Utah (16 de janeiro de 1919)
36. Nebraska (16 de janeiro de 1919)
37. Missouri (16 de janeiro de 1919)
38. Wyoming (16 de janeiro de 1919)
39. Minnesota (17 de janeiro de 1919)
40. Wisconsin (17 de janeiro de 1919)
41. New Mexico (20 de janeiro de  1919)
42. Nevada (21 de janeiro de 1919)
43. New York (29 de janeiro de 1919)
44. Vermont (29 de janeiro de 1919)
45. Pennsylvania (25 de fevereiro de 1919)
46. New Jersey (9 de março de 1922)

Os seguintes estados rejeitaram a Emenda:

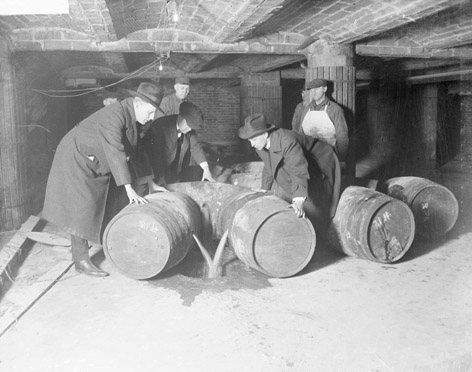
Agentes da Lei Seca a destruir barris com bebidas alcoólicas

1. Connecticut[3][4]
2. Rhode Island[5][4]